# Osvobození západních a jihozápadních Čech americkou armádou

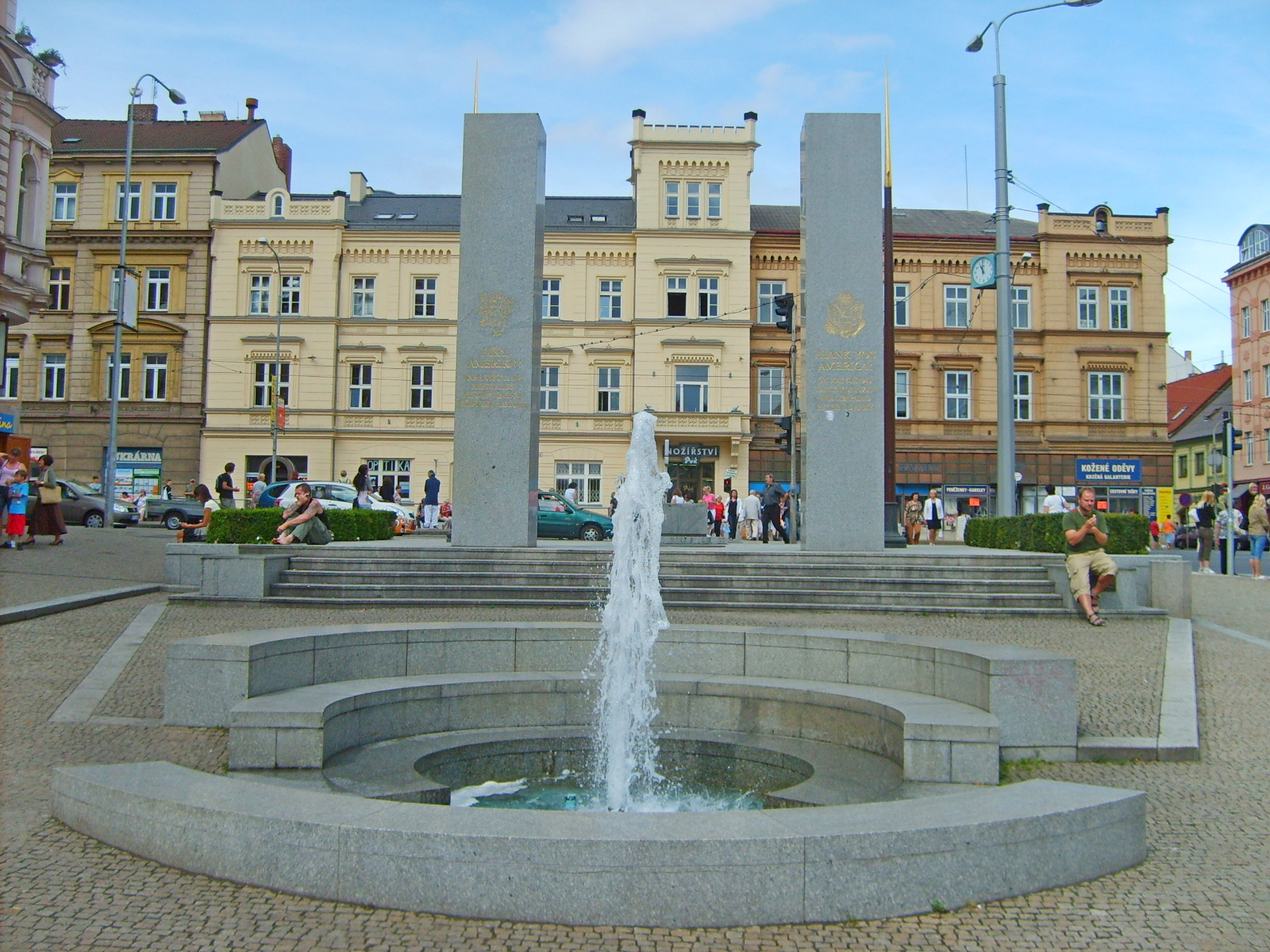
Památník osvobození města Plzně americkou armádou v roce 1945

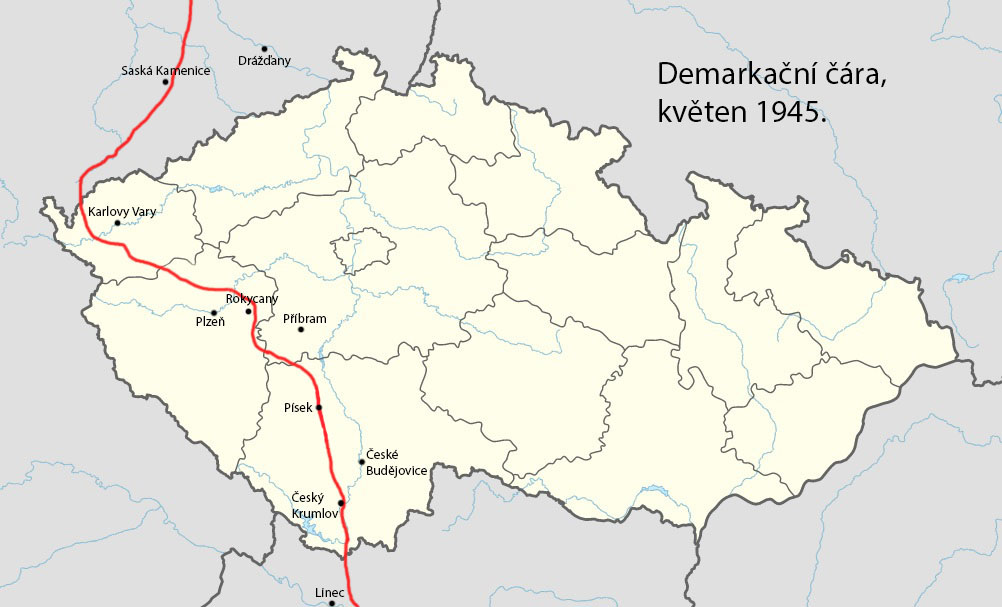
Demarkační čára v Čechách v roce 1945

Osvobození západních a jihozápadních Čech americkou armádou od německých okupantů bylo jednou z dílčích epizod druhé světové války, které mělo pro Čechy historický význam. Odehrávalo se těsně před a během květnového povstání českého lidu a napomohlo následnému osvobození Československa v roce 1945.

## Situace na počátku roku 1945
Na začátku roku 1945 bylo nacistické Německo už ve velmi obtížné situaci. Sovětská vojska se svými polskými, československými a rumunskými spojenci stála na řece Visle, na východním Slovensku a v Maďarsku, spojenecká západní vojska sváděla boje v Ardenách. V průběhu ledna zahájila Rudá armáda řadu ofenzív, proti kterým přesunul Hitler své jednotky a techniku ze západní fronty. Západní spojenci mohli zahájit své tažení Německem. V únoru se na Krymu uskutečnila Jaltská konference, při které byla mimo jiné stanovena demarkační linie, která určila čáru doteku spojenců ze západu a z východu. Mimo jiné měla tato linie, která měla i politický podtext, probíhat na hranicích Čech a Bavorska.
Britský premiér Winston Churchill se obával sovětského vlivu ve střední Evropě a naléhal na Američany, aby jejich jednotky v Evropě postoupily co nejvíce na východ. Když neuspěl s požadavkem, aby americká armáda osvobodila Berlín, žádal 8. dubna 1945 telegramem vrchního velitele spojeneckých sil generála Eisenhowera, aby Američané osvobodili Prahu. Eisenhower tento požadavek zamítl.
Také československý prezident Edvard Beneš požadoval, aby americká armáda osvobodila celé Čechy a část Moravy. Doufal, že by se tím oslabil vliv komunistů.

## Osvobozování
V dubnu 1945 se do Bavorska probojovaly jednotky Třetí americké armády, kterým velel generál George S. Patton. Dne 18. dubna 1945 vstoupily americké jednotky na území předmnichovské československé republiky. V 09:55 dorazily první jednotky americké armády k obci Hranice v ašském výběžku. Jednalo se o průzkum roty K 3. praporu 358. pěšího pluku 90. pěší divize z XII. armádního sboru. O dva dny později vnikly jednotky i do Aše. Vzhledem k tomu, že toto území bylo osídleno Němci (jednalo se o území Říšské župy Sudety), nebyli Američané vítáni jako osvoboditelé. 25. dubna se bojovalo o Cheb, který Američané se ztrátami dobyli. 29. dubna se k hranicím předválečného Československa přesunuly další jednotky V. sboru Třetí americké armády.
Eisenhower poté znovu jednal se sovětským generálem Antonovem o demarkační linii. Antonov stanovil, že povede po linii řek Labe a Vltava. Eisenhower nespatřoval v postupu do nitra Čech valný vojenský význam; preferoval útok na Německo a Rakousko. Případný postup na Prahu měl za politický, nikoliv vojenský cíl.
25. dubna dostal Patton rozkaz zabezpečit hranice předválečného Československa až po hranice s Rakouskem. Americké jednotky začaly pronikat hlouběji na Československé území. 30. dubna si Američané vyžádali na generálním štábu Rudé armády postup na osu Karlovy Vary - Plzeň - České Budějovice, a to z důvodu krytí levého boku 3. americké armády při postupu na Rakousko. Sověti, kteří se v té době probili na Ostravsko a po osvobození Brna stáli na jihu Českomoravské vysočiny, s tímto řešením 30. dubna souhlasili. 
30. dubna spáchal Adolf Hitler sebevraždu. Jeho nástupce admirál Karl Dönitz po svém nástupu do čela Německa doufal v uzavření separátního míru se západními spojenci a pokračování boje proti bolševikům. Tento plán byl však pro Američany i Brity nepřijatelný. Generál Eisenhower měl však instrukce nedostat se do konfliktu s ruskou stranou, neboť Američané spoléhali na budoucí podporu SSSR v boji s Japonskem ve válce v Tichomoří.
Winston Churchill se 30. dubna obrátil dopisem na amerického prezidenta Trumana a požadoval osvobození Prahy západními spojenci. Truman mu však odpověděl, že útok k Vltavě již chystají Sověti a jeho záměrem bude pouze „postupovat a ničit všechny zbývající organizované německé síly (...) bude-li postup do Československa poté žádoucí a dovolí-li to zdejší podmínky, logicky by naším prvním krokem byl postup na Plzeň a Karlovy Vary. Nepokusím se o žádný krok, který budu z vojenského hlediska považovat za nerozumný.“
Churchill se protentokrát podvolil, ale v noci z 3. na 4. května znovu žádal Eisenhowera o osvobozemí Prahy. Eisenhower začal zvažovat přehodnocení svého postoje v této věci, ale plán odmítl sovětský generál Antonov s tím, že k útoku na Prahu se již chystá Rudá armáda. Ve skutečnosti příprava na tuto operaci ještě ani nezačala. Mezitím 4. května večer schválil americké osvobození Prahy Pattonův nadřízený generál Omar Bradley.
Následujícího dne vypuklo v Praze Pražské povstání. Pattonovy jednotky začaly postupovat směrem na české hlavní město. Patton měl k dispozici 540 000 mužů a byl si vědom toho, že německá miliónová armáda, které velel Ferdinand Schörner, již neklade na západě takový odpor, jak sovětským vojskům tvrdě bojujícím na Moravě. Mnozí němečtí vojáci měli velké obavy ze sovětského zajetí a snažili se vynutit si ústup na západ, aby se dostali do amerického zajetí. Američané pronikli ke Kynšperku a osvobodili městys Chodová Planá a Klatovy. 6. května v brzkých ranních hodinách byl útok obnoven. Hlavním cílem byla Plzeň, kde den předtím vypuklo povstání. Kolem osmé hodiny ranní pronikly do Plzně jednotky americké 16. obrněné divize a umlčely poslední německá ohniska odporu. Večer již byla Plzeň bez Němců. Boje pokračovaly i na dalších místech jihozápadních Čech. Americké oddíly pronikly do Rokycan, Berouna, Strakonic a Písku. Sovětské jednotky byly v tu chvíli asi 160 km od Prahy. Situace v Praze se začalo pro povstalce rychle zhoršovat a jejich velitelství "Bartoš" Američany žádalo o urychlenou vojenskou pomoc. Rozkaz dalšímu postupu směrem na Prahu však nepřišel.  6. května odpoledne Bradley Pattonovi zakázal další postup. K Praze místo toho vyrazila sovětská vojska.
7. května večer do Prahy přijela americká vojenská delegace a setkala se se zástupci velitelství Bartoš. Přivezla však pouze zprávu o německé kapitulaci a sdělení, že přijít na pomoc Praze Američané nemohou. Další delegace dorazila do Prahy v noci na 8. května. Jejím cílem byly lázně Velichovky, kde sídlil štáb maršála Schörnera. V Praze členové delegace jednali jak s velitelstvím Bartoš, tak s generálem Toussaintem, velitelem německých sil v Praze. Toho žádali, aby zastavil boje v Praze pomohl přesvědčit Schörnera, aby vydal rozkaz zanechat odporu, neboť třetí říše již kapitulovala. Není jasné, zda se delegace ve Velichovkách se Schörnerem opravdu setkala - podle některých zdrojů ano, podle jiných Schörner už před tím uprchl. Němečtí generálové ale zastavení bojů odmítali, vymlouvali se na ztrátu spojení s podřízenými jednotkami a byli odhodláni vynutit si cestu do amerického zajetí zbraněmi. Na zpáteční cestě se americká vojenská mise Praze vyhnula. V Kralupech a Českém Brodě zabránila Němcům ve vraždě českých rukojmích.
V úterý 8. května v 18 hodin vešla platnost dohoda, kterou podepsal Toussaint s velitelstvím Bartoš a s představiteli České národní rady (ČNR), podle které se měli Němci začít stahovat do amerického zajetí. Američané tak mohli do 10. května obsadit zbytek území, která připadla do jejich sféry. Některé skupiny zfanatizovaných Němců dohodu nerespektovaly a pokračovaly v bojích.
Povstalci v Praze stále neměli informace, jak daleko od Prahy se nalézají sovětská vojska a kdy by mohla dorazit do Prahy. ČNR i velitelství Bartoš vyslaly své zástupce k Američanům, a diskutovali nimi možnost osvobození Prahy Američany. Američtí velitelé tuto variantu zvažovali, chyběl ale sovětský souhlas. Britský štáb nakonec české představitele informoval, že spojenci zasáhnou, pokud by po půlnoci na 9. května páchali Němci zvěrstva na obyvatelích Prahy.
Kolem půlnoci dorazili do Prahy zástupci americké zpravodajské služby Office of Strategic Services. Za ČNR s nimi jednal Josef Smrkovský a ten Američany od postupu na Prahu zrazoval, protože chtěl aby role osvoboditelů hlavního města připadla Rudé armádě. Americká armáda nakonec rozkaz k osvobození Prahy nikdy nedostala. 9. května ráno obsadila Prahu Rudá armáda.
Ustupující Němci se nadále snažili dostat do amerického zajetí. 9. května v 19:00 ale Američané svou demarkační linii uzavřeli a nepřijímali už další zajatce. Někteří němečtí vojáci raději volili boj do posledního okamžiku, než aby se nechali zajmout Sověty. Proto boje na českém území pokračovaly až do 12. května.
Při osvobozování českého území padlo 116 Američanů, dalších 406 bylo raněných.[zdroj?]
20. listopadu se v Plzni konalo rozloučení s americkou armádou. Americké i sovětské jednotky opustily Československo do listopadu 1945. Zůstaly jen vojenské mise a stovky agentů tajných služeb, vesměs sovětských.